# Lista över vulkaner i Norge

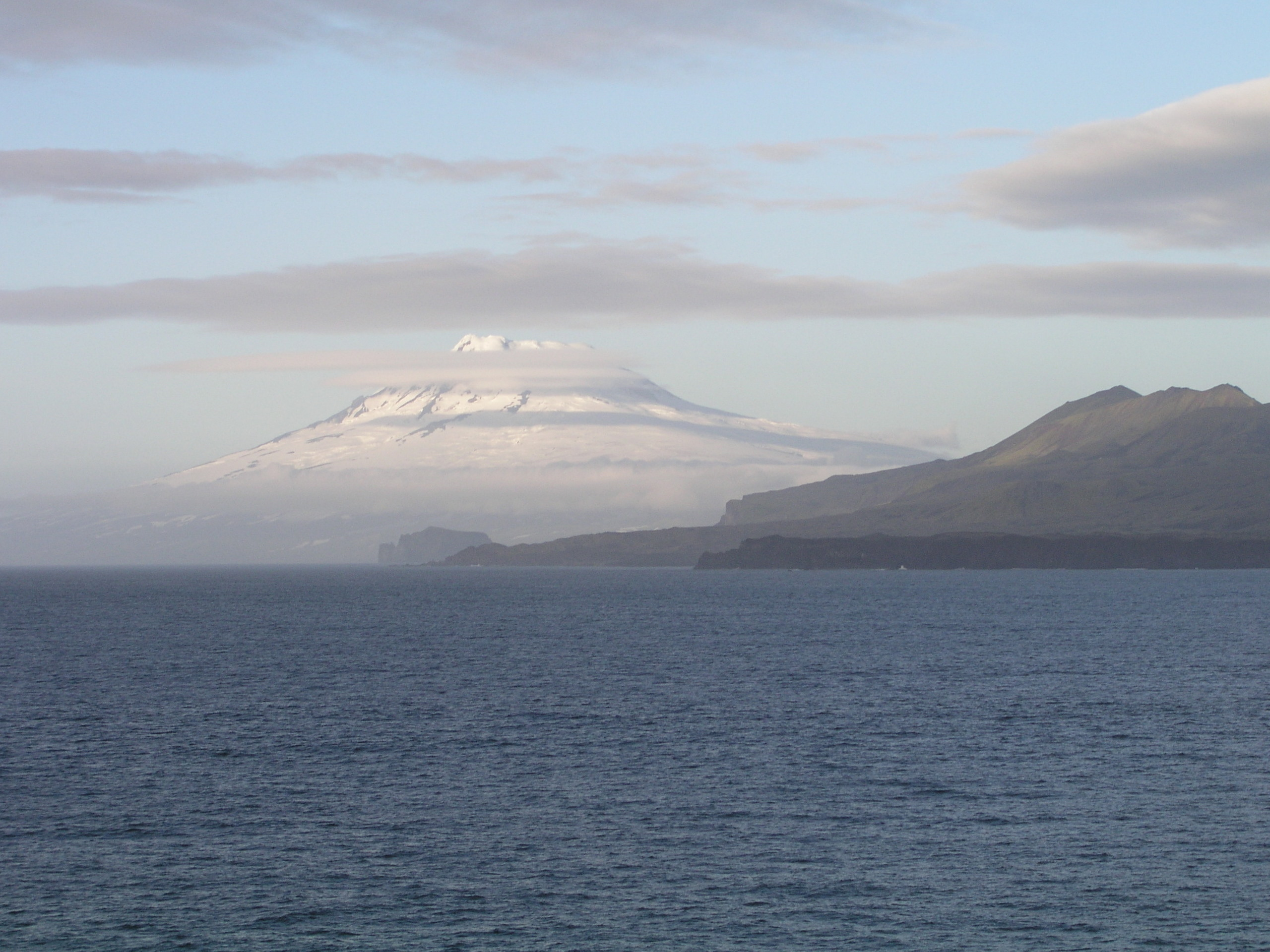
Beerenberg

Detta är en lista över vulkaner i Norge.
| Namn               | Höjd (m ö.h.) | Område    | Koordinater                     | Senaste utbrott |
| ------------------ | ------------- | --------- | ------------------------------- | --------------- |
| Olavtoppen         | 780           | Bouvetön  | 54°00′S 3°23′Ö / 54°S 3.39°Ö    | -               |
| Wilhelm II Plateau | -             | Bouvetön  | -                               | -               |
| Beerenberg         | 2277          | Jan Mayen | 71°05′N 8°10′V / 71.08°N 8.17°V | 1985            |
| Sor-Jan            | -             | Jan Mayen | -                               | -               |